# آلفامبرا
آلفامبرا (به اسپانیایی: Alfambra) یک شهرستان در اسپانیا است که در استان تروئل واقع شده‌است.

## خصوصیات
آلفامبرا ۱۲۲٫۴۴ کیلومترمربع مساحت و ۶۵۷ نفر جمعیت دارد.